# Тестори, Джованни
Джованни Тестори (итал. Giovanni Testori; 12 мая 1923, Новате-Миланезе, Ломбардия — 16 марта 1993, Милан) — итальянский писатель, журналист, поэт, художественный и литературный критик, драматург, сценарист, театральный режиссёр и художник.

## Биография

### Детство и юность
Джованни Тестори родился в Новате Миланезе, городке на окраине Милана, третьим из шести братьев и сестер. Оба его родителя были родом из области Верхняя Брианца. Его отец, Эдоардо, был из Сормано; его мать, Лина Паракки, из Лазниго. Эти места были близки Джованни Тестори, и часть его творческих образов рождена ими. Его воспоминания часто возвращаются к периоду его детства и его семье, с которой он оставался тесно связан.
Эдоардо Тестори переехал из Сормано, чтобы основать текстильную фабрику рядом с железнодорожными путями Ferrovie Nord (Saft, F.lli Testori Filtri e Feltri, ныне Testori Spa). Рядом с нею он построил свой дом; дом, в котором вырос и провёл большую часть своей жизни Джованни; дом, который сегодня является резиденцией Ассоциации Джованни Тестори.
Джованни невнимательно относился к учёбе в ранние школьные годы, но в 1939 году он поступил в «liceo classico» (классическую среднюю школу), где в 1942 году получил «maturità» (аттестат о среднем образовании).
Во время учёбы в лицее он развивал свою страсть к искусству и театру. До достижения совершеннолетия он опубликовал в качестве искусствоведа серию статей в «Via Consolare». Первой статьёй, написанной в 1941 году, было краткое эссе о Джованни Сегантини. Помимо «Via Consolare», Тестори публиковал в других журналах, таких как «Architrave» и «Pattuglia di Punta», статьи, посвященные, в частности, современным художникам (от Сципионе до Манцу и Карло Карра).
В сентябре 1942 года он поступил на факультет архитектуры Миланского политехнического университета.

### 1940-е годы
В 1943 году во время второго года обучения в Политехническом институте Джованни Тестори был вынужден на несколько месяцев эвакуироваться со своей семьей в Сормано. В этот период он начал интересоваться живописью, рисовал, как художник-самоучка.
В эти годы наряду со статьями и монографиями на темы современного искусства (Manzù. Erbe, 1942; Анри Матисс. 25 дисеньи, 1943), появились первые работы Тестори, посвященные художникам эпохи Возрождения, из Debiti e crediti di Dosso Dossi («Архитрав», Болонья, II, 4-5, февраль-март, стр. 3) к Discorso sulle mani di Leonardo («Паттуглия», I, 7 мая 1942) и Introduzione a Grünewald («Архитрав», II, 7 мая 1942).
В 1942 году Тестори также впервые выступил в качестве драматурга с двумя одноактными пьесами «Смерть» и «Квадро». Тексты были опубликованы отдельно в «Via Consolare» и были изданы вместе в следующем году в брошюре Эдизиони ди Паттуглия. Кроме того, в 1943 году «Posizione» (Новара) опубликовал свой первый рассказ «Смерть Андреа», а его первое стихотворение вышло в 1945 году в «Политехническом институте» Элио Витторини.

#### На пути к новому реализму
В годы Второй мировой войны изобразительная деятельность приобрела для Тестори значительный вес, как практически, так и теоретически. Он публиковал статьи, в которых открыто занимал твердую позицию в споре между реализмом и абстракцией, который оживлял итальянскую художественную сцену под сильным влиянием Пикассо. Собственные картины Тестори также отражали это влияние. Его взгляды на реальность в живописи были изложены в статье, опубликованной в декабре 1945 года в первом номере миланского периодического издания «Argine Numero» (впоследствии «Numero Pittura»), подготовленной совместно с компаньонами и друзьями «Corrente». Среди них были Эрнесто Треккани и Ренато Гуттузо. В следующем году в том же журнале под редакцией Тестори появилась статья «Олтре Герника». Манифест реализма питтори и скултори, подписанный, помимо самого Тестори, Джузеппе Аджмоне, Ринальдо Берголли, Эджидио Бонфанте, Джанни Дова, Эннио Морлотти, Джованни Паганином, Чезаре Певерелли, Витторио Тавернари и Эмилио Ведовой.
Представление Тестори о реальности в искусстве в тот момент было противоположным тому, которого придерживался его друг-художник Ренато Гуттузо. Целью было не достичь реальности через живопись, а «иметь возможность начать с реальности. То есть иметь веру, которая допускает этот уход». И не столько для живописи, добавил Тестори, «сколько для жизни». Полноценный подход к жизни в первую очередь, а к искусству в следующую очередь возможен только при полном погружении в реальность.

#### Отказ от живописи
В 1947 году Тестори получил степень по литературоведению в Миланском католическом университете (куда он перевелся в марте 1945 года). В своей диссертации, La forma nella pittura modernaон рассматривал эволюцию формы в европейской живописи начала 20-го века, заявляя, что поиск общего отношения к итальянскому реализму продолжается. Последняя глава, «Физикаделло спирито„Физикаделло спирито“ — это своего рода манифест, в котором он заявляет о необходимости обновления искусства в священных пространствах, что может быть достигнуто, если клиенты и художники придут к согласию с языком авангарда, от Пикассо до Леже.
Его первый период в качестве художника завершился фресками, ныне утраченными, изображающими Четырех евангелистов, созданными в 1948 году на колоннах, поддерживающих купол пресвитерии в церкви Сан-Карло-аль-Корсо в Милане, и мучительным распятием (1949), которое сейчас выставлено в Доме Тестори. Иззатем Тестори временно отказался от живописи, уничтожив большинство своих работ и посвятив себя почти исключительно писательству.

#### Преданность театру
Наряду с его живописными исследованиями, в конце 1940-х годов энтузиазм Тестори к театру рос, отчасти благодаря его дружбе с Паоло Грасси и его посещению недавно созданного театра Пикколо. С 1947 по 1948 год он курировал еженедельную колонку театральных обзоров для периодического издания „Democrazia“.
Текст первой пьесы Тестори „Катерина ди Дио“ никогда не был обнаружен заново. Она была поставлена в 1948 году в театре Миланской базилики, в неосвященной церкви Сан-Паоло Конверсо, с Франкой Валери. В 1949 и 1950 годах он написал ещё одну пьесу „Палатационе нель конвенто“, которая никогда не ставилась при его жизни. В марте 1950 года в театре Верди в Падуе труппа Университетского театра под руководством Джанфранко де Бозио поставила ещё одну пьесу Тестори „Ломбард“.

### 1950-е годы
В 1951 году в Миланском Палаццо Реале была организована выставка „Караваджо и Караваджески“. По этому случаю Тестори встретился с Роберто Лонги, великим искусствоведом, которым он давно восхищался за его критическую приверженность и качество его прозы. Встреча привела к длительной дружбе и сотрудничеству с недавно родившимся журналом „Paragone“, редактором которого был сам Лонги. Первое эссе Тестори для журнала в 1952 году было посвящено Франческо дель Каиро, художнику, ныне признанному главной фигурой в изобразительном искусстве 17 века.
В 1953 году Тестори опубликовал в „Paragone“ статью о художнике 17 века Карло Церезе из Бергамо, в то время как он продолжал на протяжении десятилетия поддерживать деятельность своего друга Эннио Морлотти, который выставлялся в Галерее Миллионе (1953), на Венецианских биеннале (1952, 1956) и Четырёхлетнемиз Рима (1959).
В 1954 году в серии книг Эйнауди „Я геттони“ вышел его первый роман „Иль дио ди Розерио“. Действие происходило среди велосипедных клубов провинции Ломбардия и её окрестностей, к которым автор неоднократно возвращался, чтобы озвучить их внутренние драмы, раскрыть глубины человечества, используя тот же метод, который он использовал в художественной критике и практике, а также в своем театральном изобретении. Уже в этом публичном дебюте были очевидны экспериментальный характер и изобразительная матрица языка Тестори, пронизанного диалектическими интонациями.
Mostra del Manierismo piemontese e lombardo del SeicentoВ 1955 году Тестори курировал важную , установлен в Палаццо Мадама, Турин, и в Ивреа, при поддержке Культурного центра Оливетти ди Ивреа и Витторио Виале, директора Гражданского музея Турина. В каталоге основное внимание уделялось характеристикам художников, работавших в Ломбардии и Пьемонте в период, когда Карло и Федерико Борромео были кардиналами. Это были художники, для которых сам Тестори придумал счастливый эпитет „пестанти“ („Чумные“), в связи с чумой, которая угрожала территории Миланского герцогства с 1576 по 1630 год.
В следующем году Тестори участвовал в первой крупной монографической выставке, посвященной Гауденцио Феррари, в Музее Боргонья в Верчелли. В своем эссе в каталоге „Гауденцио иль Сакро Монте“ Тестори переоценил творчество художника из Вальсезии также как скульптора.
Среди личных пристрастий Тестори сладость живописи и скульптуры Гауденцио Феррари всегда будет представлять для него измерение семейных привязанностей. С другой стороны, более сокровенные страсти Тестори нашли свое воплощение в более измученной работе Антонио д’Энрико, известного как Танцио да Варалло. Тестори курировал первую монографическую выставку, посвященную последнему, которая была организована в Гражданском музее Турина и в Варалло Сесиа в следующем году.
В 1958 году „Литературная библиотека“ Фельтринелли под редакцией Джорджо Бассани выпустила Il ponte della Ghisolfa, первый том рассказов цикла I segreti di Milano, за которым в 1959 году последовал Гильда дель Мак Махон и по Il Fabbricone в 1961 году. Тестори рассказывал о драмах и героях с окраин города с большой человечностью и пониманием, которые должны были принести ему международный успех. Французское и испанское издания Il ponte della Ghisolfa и Джильда дель Мак Махон вскоре к ним присоединились переводы Il Fabbricone
Ещё в 1958 году Тестори опубликовал книгу о фресках в церкви Сан-Бернардино в Иврее, в самом сердце промышленного поселка Оливетти. Эти фрески были шедевром Джованни Мартино Спанцотти, художника, долгое время работавшего на территории Пьемонта в 15-16 веках.

### 1960-е годы

#### В театре с Лукино Висконти
Л’АриальдаВ том же году, Пьеса была поставлена в Миланском театре Пикколо режиссёром Марио Миссироли с Франкой Валери в главной роли. . La Maria Brasca продолжение в 1960 году с публикацией I segreti di MilanoЦикл вышла первая итальянская театральная постановка, запрещенная для несовершеннолетних. После преодоления многочисленных проблем, связанных с цензурой, она впервые была поставлена в Театре Элизео труппой Рины Морелли и Паоло Стоппы, режиссёром и постановщиком которой был Лукино Висконти. Когда в феврале 1961 года пьеса дошла до Миланского театра Нуово, за день до премьеры магистрат Кармело Спаньуоло подписал приказ об изъятии сценариев и приостановке всех запланированных повторных представлений. Тестори и Фельтринелли были предъявлены уголовные обвинения за текст, который посчитали „сильно оскорбительным для обычных чувств приличия“
Тем временем летом 1960 года на Венецианской киноэкспедиции Висконти представил Рокко и суои Фрателли. Сценарий фильма в основном основан на нескольких историях из романа Тестори „Мост Гизольфы ди Тестори“. Среди актёров были Ален Делон, Ренато Сальватори и Анн Жирардо.
Тем временем лингвистический экспериментализм Тестори привлек внимание всей страны Альберто Арбасино, который в статье, опубликованной в „Верри“ в 1960 году, придумал для себя, для писателя из Новате Миланезе и для Пьера Паоло Пазолини счастливое название „внуки инженера“, тем самым признавая происхождение их исследованийв плюрилингвизме Карло Эмилио Гадды.
Хотя Тестори продолжал заниматься ранним и современным искусством, он вернулся в театр в 1967 году с „Монакой ди Монца“. Лукино Висконти снова был режиссёром дебютной постановки пьесы в римском театре Квирино 4 ноября. Ведущим исполнителем была Лилла Бриньоне, уже названная автором текста в печатном издании, опубликованном Фельтринелли.

#### Любовная поэзия
Per sempre (1968) и ЛюбовьЗа ним последовали Книга была первой из поэтической трилогии, посвященной Алену Тубасу. монументальная поэма, состоящая почти из 12 000 строк. Я ТрионфиВ 1965 году, в год смерти своего отца, Фельтринелли выпустил (1970). Тестори познакомился с французом Аленом Пьером Тубасом (1938—2021) в конце 1950-х годов. Он был любовью всей его жизни, его спутником и, в некотором смысле, его сыном. Он является ключевым персонажем для понимания причастности Тестори к театру, эволюции его отношений с Лукино Висконти и рождения галереи под названием Compagnia del Disegno. Большая часть эротических и сентиментальных образов автора связана с Тубасом, чьи черты Тестори поэтически видел во многих картинах, которые он больше всего любил, таких как картина Танцио да Варалло ».

#### Манифест для театра
Пришло время Тестори публично заявить о намерениях своего театрального режиссёра. Он сделал это с фильмом «Вентре дель театро», который появился в «Парагоне» 1968 года одновременно с публикацией Манифеста Пьера Паоло Пазолини «За новый театр» в «Нуови Аргоменти». Статья представляла собой полный отказ от всего, что отстаивал итальянский театр в то время. Оба писателя поддерживали центральную роль слова в театре. Пазолини предложил, чтобы театральный опыт был «культурным ритуалом», связанным со словом как концепцией. Для Тестори драма воплощалась в «словесной материи», которая впивалась в «глыбу существования». «Невыразимое» слово, которое было, «прежде всего, ужасным (невыносимым) физиологическим» и нашло свое максимальное выражение в монологе.
Тестори в это время работал над «Эродиадой», пьесой, первоначально задуманной для Валентины Кортезе и неоднократно анонсировавшейся Миланским театром Пикколо, но так и не поставленной там. Текст имеет точное образное вдохновение: «Иродиада, в конце концов, всегда казалась мне одной из самых высоких и интенсивных метафор искусства, которая после пришествия Христа больше не может быть метафорой этого воплощения. По этой причине я всегда любил, гораздо больше, чем Иродиаду декадентов, Иродиаду Караваджо и его последователей, в частности Франческо Каиро. Там мы действительно видим эту темную фигуру, находящуюся в постоянной борьбе между проклятием и спасением».

#### Возвращение к живописи
После резкого ухода из живописи примерно в 1950 году Тестори возобновил рисование и живопись, по крайней мере, к 1968 году, начав с цикла из 73 голов Иоанна Крестителя, рисунков, сделанных перьевой ручкой во время составления «Эродиады» (и опубликованных только в 1987 году). В последующие годы работы Тестори выставлялись вчетыре выставки, посвященные ему: «В галерее Галатеи Марио Таццоли в Турине (1971), в Галерее Александра Иоласа в Милане (1974), в Галерее Навильо Джорджо Кардаццо, также в Милане (1975) и в галерее Габбиано в Риме (1976). Соответствующие каталоги содержали презентации Луиджи Карлуччо, Пьеро Читати, Чезаре Гарболи и Джулиано Бриганти».

### 1970-е годы
С конца 1971 по начало 1972 года выставка Il Realismo в Германии была организована в Ротонда ди Виа Безана в Милане. Он был куратором Тестори, который в течение многих лет с интересом следил за развитием реализма и новой объективности в Германии, впервые представлен итальянской публике.
Его работа как писателя и драматурга продолжилась публикацией Риццоли в 1972 году «Амблето», переписывания трагедии Шекспира. Текст воплотил лингвистические теории автора, являясь плодом стилизации, в которой диалектные перегибы сосуществуют с терминами, заимствованными из испанского, французского и латыни, а также со многими неологизмами.
16 января 1973 года L’Ambleto дебютировал в Милане, открыв салон Пьера Ломбардо, театр, недавно основанный самим Тестори вместе с Франко Паренти, Андре Рут Шамма, Данте Изелла и Маурицио Ферчиони. Режиссёром был Андре Рут Шамма, исполнителем главной роли был Франко Паренти, автор пьесы. Дружба Тестори и Паренти породила идею, начатую вместе с Амблето, «трилогии дельи скароццанти (бродячие актёры)», воображаемой «труппы актёров, бродящих по озёрам и предгорьям Альп, ставящих сегодня здесь, завтра там знаменитые сюжеты, нарезанные и изменённые наудовлетворяйте их ресурсам». За ним последовали «Макбетто» (1974), также из Шекспира, и «Эдип» (1977) из Софокла.
Тестори всегда оставался преданным своей работе в качестве художественного критика. В 1973 году он участвовал в крупной выставке Il Seicento lombardo, организованной в Милане в Палаццо Реале и Пинакотеке Амброзиана.
В последующие годы Тестори опубликовал монографии о своих любимых художниках из более реалистического направления североитальянского Ренессанса: «Романино и Моретто алла Капелла дель Сакраменто » (1975), посвященные живописным украшениям в одноимённой часовне в Сан-Джованни Евангелиста в Брешии; признание картин Джованни БаттистыМорони в Валь Сериана (1977) и первая переоценка работы скульптора 18 века Беньямино Симони в Червено (1976).
Тестори продолжал продвигать, посредством серии выставок в частных галереях, работы современных фигуративных художников от Джанфранко Феррони до Каньяччо ди Сан-Пьетро, Кристоффа Фолля, Антонио Гарсии Лопеса, Пьера Комбе Декомба, Абрахама Минчина, Макса Бекмана, Хельмута Колле, Вилли Варлина, Федерики Галли, Фрэнсиса Грубера,Хосе Жардьель, Паоло Валлорц и многие другие.

#### Прощание с матерью
20 июля 1977 года умерла мать Тестори, Лина Паракки, которая всегда была в центре его привязанности. Момент её кончины уже был описан в стихотворении «Рагаццо ди Таино», датированном 1975—1976 годами и частично опубликованном только в 1980 году
Период скорби и размышлений о потере матери совпал с возвращением к христианской вере, которую он в любом случае никогда не оставлял, но которая всегда была для него осложнена осознанием мучений и противоречий жизни. В этом контексте родился «Разговор о смерти: монолог», опубликованный Риццоли в 1978 году и написанный для Ренцо Риччи после просмотра его интерпретации старого слуги Фирса в постановке Стрелера «Вишневый сад» Чехова. Актёр умер 20 октября того же года, так и не сумев прочитать текст и продекламировать его на сцене. Тестори сам интерпретировал её, дав первое выступление в «Пьер Ломбардо» 1 ноября 1978 года, за которым последовал тур, охвативший более ста итальянских центров.
В этот период Тестори установил тесные связи с несколькими молодыми людьми из церковного движения Comunione e Liberazione, найдя общий язык с его основателем Луиджи Джуссани. С этим последним он должен был написать диалог, Il senso della nascita. Colloquio con Don Luigi Giussani, опубликованный в 1980 году и переведенный на испанский и английский языки. Частое общение Тестори со многими молодыми людьми привело к Interrogatorio a Maria

#### Автор статьи для «Коррьере делла Сера»
Первая статья Джованни Тестори для «Коррьере делла Сера» появилась 10 сентября 1975 года. Это был обзор выставки, посвященной Бернардино Луини, которая открылась в августе прошлого года в Палаццо Вербания в Луино. Это было началом длительного сотрудничества с миланской газетой, сначала с обзорами выставок и книг, но позже распространившегося на более общие комментарии к новостям и культуре.
Вклад Тестори всегда оказывал сильное этическое и моральное влияние на общественное мнение, что делало их идеальными продолжателями «Корсарских трудов» Пазолини, который умер в ноябре 1975 года. Первой статьей, привлекшей внимание прессы, была La cultura marxista non ha il suo Latino (4 сентября 1977), энергичный ответ на передовую статью Джорджо Наполитано (Intellettuali e progetto, на первой странице «L’Unità» от 28 августа 1977), в которой автор протестовал противпротив того, что он считал «ненасытной оккупацией» позиций власти коммунистическими интеллектуалами.
Это была лишь первая из многих идеологических баталий, которые велись со страниц «Коррьере делла Сера», для которой он также занял с 4 декабря 1978 года должность художественного критика и редактора the art page. За последующие шестнадцать лет он опубликовал более восьмисот статей. Многие из его наиболее значительных статей о новостях или размышлениях этического, социального и религиозного характера были собраны самим автором вместе с другими, появившимися в «Il Sabato», в сборнике «La maestà della vita», опубликованном Риццоли в 1982 году.

### 1980-е

#### Вторая трилогия
«Допрос Марии» оказался началом второй трилогии, завершенной «Фактом истины» (1981) и «Пост Гамлетом» (1983).
Factum est был написан для Андреа Соффиантини и новорожденной Театральной труппы Incamminati, основанной Тестори вместе с Эмануэле Бантерле. Первое представление состоялось 10 мая 1981 года в церкви Санта-Мария-дель-Кармине во Флоренции. Андреа Соффиантини был актёром монолога, состоящего из четырнадцати частей, наподобие «креста господня», в котором плод, рождённый в утробе матери, вынужден с большим трудом овладевать даром речи, чтобы умолять своих родителей не отказываться от его рождения.
«Пост Гамлет», третье размышление Тестори над «Гамлетом» Шекспира (после «Амблето» и киносценария «Амлето», опубликованного посмертно), было его последней публикацией с Риццоли. В том же году он переехал в Мондадори со своим сборником стихов «Осса меа» (1981—1982).

#### От имени Алессандро Манцони
1984 год открылся публикацией I Promessi sposi alla prova. Azione teatrale in due giornate, первый том серии, посвященной Мондадори «Книгам Джованни Тестори». Пьеса была впервые поставлена 27 января, что ознаменовало возвращение её автора к Пьеру Ломбардо. Переводчиками были Франко Паренти и Лючия Морлакки. Режиссёром фильма выступил Андре Рут Шамма. Для Тестори это было возвращением к Алессандро Манцони, автору, фундаментальному для его становления.
В следующем году он принял участие в праздновании двухсотлетия со дня рождения писателя.
В 1986 году Тестори представил подробное эссе о возможных источниках и образных ссылках на I promessi sposi для каталога Манцони. Суо иль ностро темпо, выставка, установленная в Палаццо Реале, Милан. Он также написал информационные листы для нескольких выставленных картин.
Две беседы, проведенные Тестори, имеют основополагающее значение для понимания его мыслей о I promessi sposi и роли, которую роман сыграл в те годы в итальянской культурной дискуссии. Первый был с Альберто Моравиа 29 ноября 1984 года в Милане; второй был с Эцио Раймонди 3 декабря в Болонье

#### Новые лица искусства
Интенсивная деятельность Тестори в качестве искусствоведа продолжалась, на протяжении 1980-х годов он публиковал обзоры каталогов и выставок на страницах «Коррьере делла Сера». Он также опубликовал несколько статей о художниках со всего мира, таких как Фрэнсис Бэкон, в специализированных журналах, включая Flash Art и FMR, и продолжил свою деятельность в качестве воинствующего критика, стремясь привлечь внимание общественности и критиков к работам молодых художников и скульпторов.
В частности, благодаря посещению миланской галереи Studio d’Arte Cannaviello Тестори смог поддерживать свой интерес к новым художникам из Австрии и Германии. Среди фигур немецкой сцены, которых он считал наиболее интересными (таких как Герман Альберт, Петер Шевалье, Томас Шиндлер, Райнер Феттинг, Берн Циммер и Клаус Карл Меркенс), он выделил группу собственного изобретения, которую назвал «Nuovi ordinatori (Новые ординаторы)» (во главе с Германом Альбертом).которую он отличал от «Новых диких» во главе с Райнером Феттингом, как будто находя преемственность языка между экспрессионизмом и Новой объективностью межвоенных лет.

#### Искусствоведение
Создание Тестори отдельных эссе и сочинений в 1980-х годах привело к некоторым важным вторжениям в мир раннего и современного искусства.
В 1981 году он был куратором антологической выставки Грэма Сазерленда в Миланской галерее Бергамини и принял участие в выставке La Ca’ Granda. Cinque secoli di storia e d’arte dell’Ospedale Maggiore di Milano, организованный в Палаццо Реале.
В том же году Тестори опубликовал каталог «Резоне» для Абрахама Минчина и организовал выставку художника в галерее Compagnia del Disegno в Милане с помощью громкой статьи в Corriere della sera. Тестори высоко оценил работы Абрахама Минчина и был озадачен наивностью повествований о современной истории искусства, которые могли упустить такой экстраординарный талант (предсказывая, что он, тем не менее, будет вновь открыт).
В 1983 году он курирует монографическую выставку, посвященную Гуттузо, в Миланской галерее Бергамини. Большая картина «Spes contra spem», завершенная в Велате в прошлом году, была впервые показана публике. Тестори также вернулся к теме Франческо Каиро, помогая в кураторстве выставки этого художника на Вилле Мирабелло, Варезе.
В 1988 году он посвятил частную выставку Гюставу Курбе нелле Коллегиони, а в следующем году выставил работы Даниэле Креспи, также из частных коллекций.
В 1990 году Тестори написал введение к Полному каталогу работ Ван Гога, выпущенному Кантини в серии «I gigli dell’arte». В следующем году она была также опубликована на французском языке.

#### ПерваяБранчиатрилогия
В середине 1980-х годов Тестори возобновил работу над идеей театра, полностью основанного на слове, начав первую «Бранчиатрилогию», три пьесы, написанные для актёра Франко Бранчиароли. Первым был Конфитеор. Текст был вдохновлен новостной заметкой, в которой мужчина убил своего брата-инвалида, чтобы спасти его от жизни, которую он считал неполной и унизительной. Впервые она была поставлена в Римском театре Порта 25 сентября 1986 года режиссёром Тестори при содействии Эмануэле Бантерле. Переводчиками были Бранчиароли и Миртон Ваяни.
В 1988 году настала очередь романа Гарзанти «In exitu», опубликованного в виде романа (который стал издателем Тестори в 1986 году вместе со сборником стихов «Диадема»). Впервые пьеса была поставлена с участием Тестори в качестве солиста и режиссёра в Театре делла Пергола во Флоренции 9 ноября 1988 года. 13 декабря следующего года в течение одного вечера шоу было поставлено на ступеньках Центрального вокзала Милана, где разворачивалась драма, посвященная все ещё актуальной теме героиновой зависимости. Это один из самых экстремальных текстов Тестори, написанный «на языке, которого не существует. В нём есть немного итальянского, немного латыни, немного французского, но прежде всего есть язык мальчика на грани предсмертной агонии, весь расколотый, сломанный, со словами, разделенными пополам. Это своего рода размятый язык, он есть и его нет, он никогда не становится понятным, а затем повторяется»
Первый Бранчиатрилогия в заключение Вербо. Автосакраментальный, текст, основанный на отношениях между Верленом и Рембо (название инкапсулирует их фамилии). Она была исполнена самим Тестори и Бранчиароли в Миланском театре Пикколо 20 июня 1989 года и была опубликована посмертно по желанию автора, поскольку он предпочел предоставить себе возможность «воссоздавать» текст каждый вечер в театре.

#### ВтораяБранчиатрилогия
В конце 1980-х у Тестори обнаружилась опухоль, из-за которой он отказался от публичных выступлений, но это не ограничило ни его творчество, ни его продуктивность.
В 1989 году он опубликовал …et nihil, сборник стихов, написанных в 1985 и 1986 годах. Это произведение было удостоено премии «Поэзия Пандольфо».
В 1990 году его здоровье ухудшилось, и он был помещен в Оспедале Сан-Раффаэле в Милане. Он продолжал писать там неистово, посвящая себя нескольким проектам одновременно. Он завершил стихотворный перевод Второго послания Апостола Павла к Коринфянам, выпущенный в 1991 году Лонганези, его последним издателем, и продолжил работу над театральными пьесами, начав со второй Бранчиатрилогии. Две работы увидели свет: «Сфауст» в 1990 году и «сдишОре» в 1991 году, обе в постановке «Compagnia degli Incamminati», режиссёры Тестори и Эмануэле Бантерле. Единственным переводчиком был Франко Бранчиароли. Премьера «Сфауста» состоялась в Национальном театре Милана 22 мая 1990 года, премьера «сдишОре» - 11 октября 1991 года в театре Гольдони в Венеции.
Третьим и последним актом второй Бранчиатрилогии, среди различных исправлений и проектов, оставшихся на бумаге, должен был стать «Я тре лай». Клеопатрас, Эродиас, Матер Странгоскиас, опубликованный посмертно в 1994 году.

### Последние годы
В течение долгих месяцев после операции летом 1990 года Тестори чередовал периоды пребывания в Оспедале Сан-Раффаэле с выздоровлением в Инвериго, в Брианце или в Варезе, в отеле Палас, где Лука Донинелли подготовил книгу-интервью, опубликованную через несколько месяцев после смерти писателя (Conversazioni con Testori,Милан 1993, респ. 2002).
В 1992 году Тестори смог увидеть публикацию «Гли анджели делло стерминио», своего последнего романа, действие которого происходит в апокалиптическом Милане, почти пророчество о вихре, который во время публикации книги ввергал город в агонию коррупционного скандала, известного как «Тангентополи».
Его последним текстом для театра был «Регредиор», пьеса, опубликованная посмертно в 2013 году и так и не поставленная.
Писатель скончался в Оспедале Сан-Раффаэле в Милане 16 марта 1993 года